# Luis Folgueras y Sion
Luis Antonio Folgueras y Sion (Villavaler, 13 de diciembre de 1769 – Granada, 28 de octubre de 1850) fue un eclesiástico católico español. Primer obispo Nivariense y arzobispo de Granada.

## Episcopado

### Obispo de Tenerife
Fue seleccionado como primer obispo de la recién creada diócesis de San Cristóbal de La Laguna el 24 de junio de 1824, siendo confirmado el 27 de septiembre siguiente. Tomó posesión el 19 de junio de 1825, el mismo día de su ordenación episcopal. Su episcopado se caracterizó por los enfrentamientos con el Cabildo Catedralicio. 
Fundó el Seminario Diocesano de La Laguna en 1832, cerrando por problemas económicos en 1834. 
Hasta la fecha ha sido el obispo que más tiempo ha ocupado la cátedra episcopal de San Cristóbal de La Laguna, con 24 años de servicio pastoral. Después de su traslado a Granada, la sede de Tenerife quedó vacante, pasando a la tutela administrativa de la Diócesis Canariense hasta la firma del Concordato de 1851.

### Arzobispo de Granada

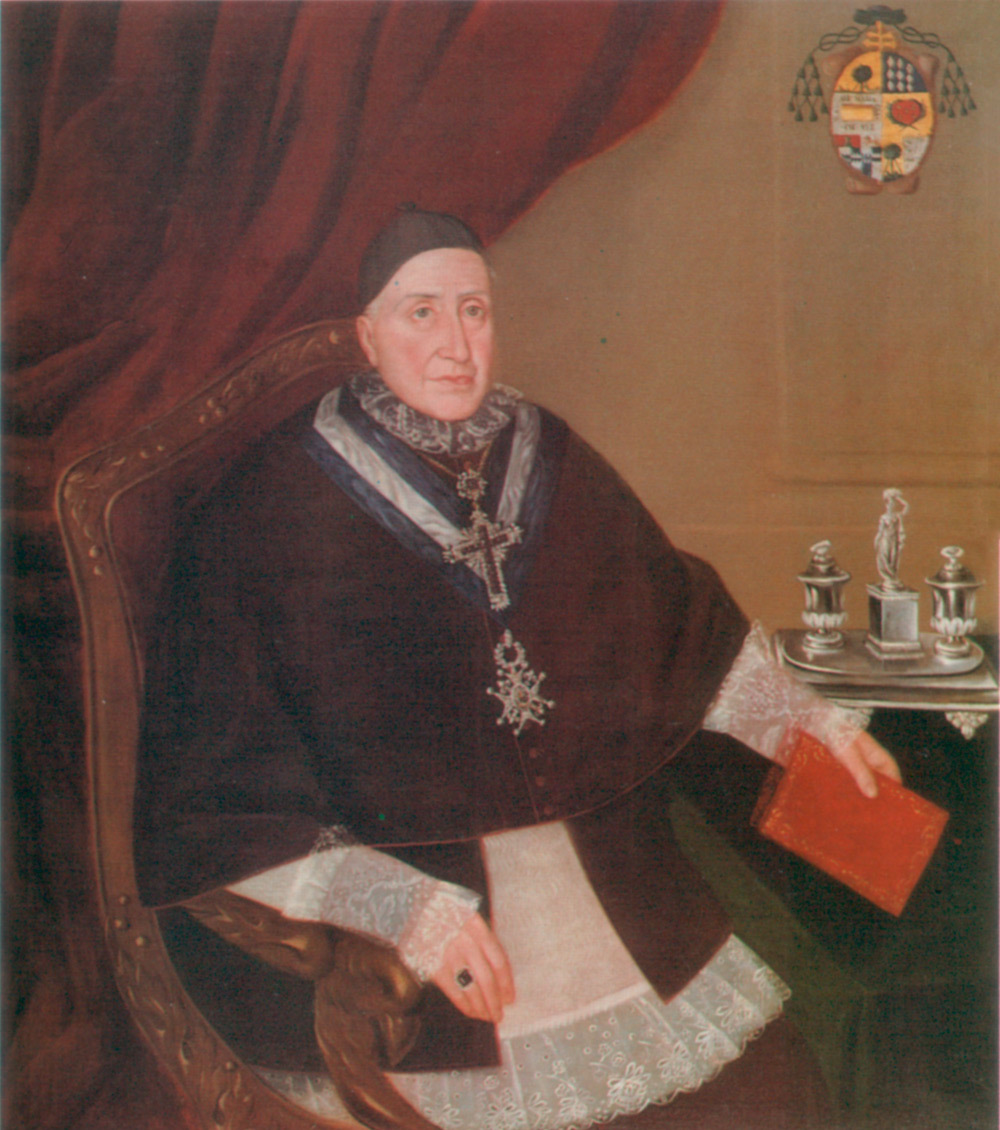
Retrato de Luis Antonio Folgueras, como arzobispo de Granada.

El 17 de enero de 1848, cuando fue confirmada su elección como arzobispo de Granada.

#### Fallecimiento
Falleció el 28 de octubre de 1850 en Granada, siendo enterrado en la catedral.